# Taron Voskanyan
Taron Henriki Voskanyan (in armeno Տարոն Հենրիկի Ոսկանյան?; in russo Тарон Генрихович Восканян?, Taron Genrichovič Voskanjan; Erevan, 22 febbraio 1993) è un calciatore armeno, difensore del P'yownik e della nazionale armena.

## Statistiche

### Cronologia presenze e reti in nazionale
| Cronologia completa delle presenze e delle reti in nazionale ― Armenia | Cronologia completa delle presenze e delle reti in nazionale ― Armenia | Cronologia completa delle presenze e delle reti in nazionale ― Armenia | Cronologia completa delle presenze e delle reti in nazionale ― Armenia | Cronologia completa delle presenze e delle reti in nazionale ― Armenia | Cronologia completa delle presenze e delle reti in nazionale ― Armenia | Cronologia completa delle presenze e delle reti in nazionale ― Armenia | Cronologia completa delle presenze e delle reti in nazionale ― Armenia |
| Data                                                                   | Città                                                                  | In casa                                                                | Risultato                                                              | Ospiti                                                                 | Competizione                                                           | Reti                                                                   | Note                                                                   |
| ---------------------------------------------------------------------- | ---------------------------------------------------------------------- | ---------------------------------------------------------------------- | ---------------------------------------------------------------------- | ---------------------------------------------------------------------- | ---------------------------------------------------------------------- | ---------------------------------------------------------------------- | ---------------------------------------------------------------------- |
| 14-11-2012                                                             | Erevan                                                                 | Armenia                                                                | 4 – 2                                                                  | Lituania                                                               | Amichevole                                                             | -                                                                      | 28’                                                                    |
| 5-2-2013                                                               | Valencia                                                               | Armenia                                                                | 1 – 1                                                                  | Lussemburgo                                                            | Amichevole                                                             | -                                                                      | 88’                                                                    |
| 26-3-2013                                                              | Erevan                                                                 | Armenia                                                                | 0 – 3                                                                  | Rep. Ceca                                                              | Qual. Mondiali 2014                                                    | -                                                                      |                                                                        |
| 7-6-2013                                                               | Erevan                                                                 | Armenia                                                                | 0 – 1                                                                  | Malta                                                                  | Qual. Mondiali 2014                                                    | -                                                                      |                                                                        |
| 14-8-2013                                                              | Tirana                                                                 | Albania                                                                | 2 – 0                                                                  | Armenia                                                                | Amichevole                                                             | -                                                                      | 74’                                                                    |
| 27-5-2014                                                              | Ginevra                                                                | Emirati Arabi Uniti                                                    | 3 – 4                                                                  | Armenia                                                                | Amichevole                                                             | -                                                                      | 65’                                                                    |
| 31-5-2014                                                              | Sion                                                                   | Algeria                                                                | 3 – 1                                                                  | Armenia                                                                | Amichevole                                                             | -                                                                      |                                                                        |
| 3-9-2014                                                               | Riga                                                                   | Lettonia                                                               | 2 – 0                                                                  | Armenia                                                                | Amichevole                                                             | -                                                                      | 68’                                                                    |
| 7-9-2014                                                               | Copenaghen                                                             | Danimarca                                                              | 2 – 1                                                                  | Armenia                                                                | Qual. Euro 2016                                                        | -                                                                      | 66’                                                                    |
| 11-10-2014                                                             | Erevan                                                                 | Armenia                                                                | 1 – 1                                                                  | Serbia                                                                 | Qual. Euro 2016                                                        | -                                                                      |                                                                        |
| 14-10-2014                                                             | Erevan                                                                 | Armenia                                                                | 0 – 3                                                                  | Francia                                                                | Amichevole                                                             | -                                                                      | 26’                                                                    |
| 14-11-2014                                                             | Faro                                                                   | Portogallo                                                             | 1 – 0                                                                  | Armenia                                                                | Qual. Euro 2016                                                        | -                                                                      |                                                                        |
| 8-10-2015                                                              | Nizza                                                                  | Francia                                                                | 4 – 0                                                                  | Armenia                                                                | Amichevole                                                             | -                                                                      |                                                                        |
| 28-5-2016                                                              | Carson                                                                 | Guatemala                                                              | 1 – 7                                                                  | Armenia                                                                | Amichevole                                                             | -                                                                      | 71’ 90’                                                                |
| 2-6-2016                                                               | Carson                                                                 | El Salvador                                                            | 0 – 4                                                                  | Armenia                                                                | Amichevole                                                             | -                                                                      |                                                                        |
| 31-8-2016                                                              | Mladá Boleslav                                                         | Rep. Ceca                                                              | 3 – 0                                                                  | Armenia                                                                | Amichevole                                                             | -                                                                      | 70’                                                                    |
| 8-10-2016                                                              | Erevan                                                                 | Armenia                                                                | 0 – 5                                                                  | Romania                                                                | Qual. Mondiali 2018                                                    | -                                                                      | 39’                                                                    |
| 11-10-2016                                                             | Varsavia                                                               | Polonia                                                                | 2 – 1                                                                  | Armenia                                                                | Qual. Mondiali 2018                                                    | -                                                                      |                                                                        |
| 11-11-2016                                                             | Erevan                                                                 | Armenia                                                                | 3 – 2                                                                  | Montenegro                                                             | Qual. Mondiali 2018                                                    | -                                                                      | 34’                                                                    |
| 26-3-2017                                                              | Erevan                                                                 | Armenia                                                                | 2 – 0                                                                  | Kazakistan                                                             | Qual. Mondiali 2018                                                    | -                                                                      |                                                                        |
| 4-6-2017                                                               | Erevan                                                                 | Armenia                                                                | 5 – 0                                                                  | Saint Kitts e Nevis                                                    | Amichevole                                                             | -                                                                      | 69’                                                                    |
| 10-6-2017                                                              | Podgorica                                                              | Montenegro                                                             | 4 – 1                                                                  | Armenia                                                                | Qual. Mondiali 2018                                                    | -                                                                      |                                                                        |
| 1-9-2017                                                               | Bucarest                                                               | Romania                                                                | 1 – 0                                                                  | Armenia                                                                | Qual. Mondiali 2018                                                    | -                                                                      | 45+1’, 54’                                                             |
| 5-10-2017                                                              | Erevan                                                                 | Armenia                                                                | 1 – 6                                                                  | Polonia                                                                | Qual. Mondiali 2018                                                    | -                                                                      |                                                                        |
| 4-6-2018                                                               | Kematen in Tirol                                                       | Moldavia                                                               | 0 – 0                                                                  | Armenia                                                                | Amichevole                                                             | -                                                                      | 77’                                                                    |
| 8-6-2019                                                               | Erevan                                                                 | Armenia                                                                | 3 – 0                                                                  | Liechtenstein                                                          | Qual. Euro 2020                                                        | -                                                                      |                                                                        |
| 15-11-2019                                                             | Erevan                                                                 | Armenia                                                                | 0 – 1                                                                  | Grecia                                                                 | Qual. Euro 2020                                                        | -                                                                      | 83’                                                                    |
| 8-9-2020                                                               | Erevan                                                                 | Armenia                                                                | 2 – 0                                                                  | Estonia                                                                | UEFA Nations League 2020-2021 - 1º turno                               | -                                                                      | 46’                                                                    |
| 14-10-2020                                                             | Tallinn                                                                | Estonia                                                                | 1 – 1                                                                  | Armenia                                                                | UEFA Nations League 2020-2021 - 1º turno                               | -                                                                      |                                                                        |
| 15-11-2020                                                             | Tbilisi                                                                | Georgia                                                                | 1 – 2                                                                  | Armenia                                                                | UEFA Nations League 2020-2021 - 1º turno                               | -                                                                      | 89’                                                                    |
| 18-11-2020                                                             | Erevan                                                                 | Armenia                                                                | 1 – 0                                                                  | Macedonia del Nord                                                     | UEFA Nations League 2020-2021 - 1º turno                               | -                                                                      | 39’                                                                    |
| 28-3-2021                                                              | Erevan                                                                 | Armenia                                                                | 2 – 0                                                                  | Islanda                                                                | Qual. Mondiali 2022                                                    | -                                                                      |                                                                        |
| 1-6-2021                                                               | Velika Gorica                                                          | Croazia                                                                | 1 – 1                                                                  | Armenia                                                                | Amichevole                                                             | -                                                                      |                                                                        |
| 5-6-2021                                                               | Solna                                                                  | Svezia                                                                 | 3 – 1                                                                  | Armenia                                                                | Amichevole                                                             | -                                                                      |                                                                        |
| 2-9-2021                                                               | Skopje                                                                 | Macedonia del Nord                                                     | 0 – 0                                                                  | Armenia                                                                | Qual. Mondiali 2022                                                    | -                                                                      | 23’                                                                    |
| 5-9-2021                                                               | Stoccarda                                                              | Germania                                                               | 6 – 0                                                                  | Armenia                                                                | Qual. Mondiali 2022                                                    | -                                                                      |                                                                        |
| 8-10-2021                                                              | Reykjavík                                                              | Islanda                                                                | 1 – 1                                                                  | Armenia                                                                | Qual. Mondiali 2022                                                    | -                                                                      |                                                                        |
| 11-10-2021                                                             | Bucarest                                                               | Romania                                                                | 1 – 0                                                                  | Armenia                                                                | Qual. Mondiali 2022                                                    | -                                                                      | 75’                                                                    |
| 14-11-2021                                                             | Erevan                                                                 | Armenia                                                                | 1 – 4                                                                  | Germania                                                               | Qual. Mondiali 2022                                                    | -                                                                      | 45+3’                                                                  |
| 8-6-2022                                                               | Glasgow                                                                | Scozia                                                                 | 2 – 0                                                                  | Armenia                                                                | UEFA Nations League 2022-2023 - 1º turno                               | -                                                                      | 46’                                                                    |
| 11-6-2022                                                              | Łódź                                                                   | Ucraina                                                                | 3 – 0                                                                  | Armenia                                                                | UEFA Nations League 2022-2023 - 1º turno                               | -                                                                      | 90’                                                                    |
| 24-9-2022                                                              | Erevan                                                                 | Armenia                                                                | 0 – 5                                                                  | Ucraina                                                                | UEFA Nations League 2022-2023 - 1º turno                               | -                                                                      | 75’                                                                    |
| 27-9-2022                                                              | Dublino                                                                | Irlanda                                                                | 3 – 2                                                                  | Armenia                                                                | UEFA Nations League 2022-2023 - 1º turno                               | -                                                                      | 60’                                                                    |
| 19-11-2022                                                             | Tirana                                                                 | Albania                                                                | 2 – 0                                                                  | Armenia                                                                | Amichevole                                                             | -                                                                      | 46’                                                                    |
| 25-3-2023                                                              | Erevan                                                                 | Armenia                                                                | 1 – 2                                                                  | Turchia                                                                | Qual. Euro 2024                                                        | -                                                                      | 28’                                                                    |
| 17-10-2023                                                             | Strumica                                                               | Macedonia del Nord                                                     | 3 – 1                                                                  | Armenia                                                                | Amichevole                                                             | -                                                                      | 47’ 57’                                                                |
| Totale                                                                 |                                                                        | Presenze                                                               | 46                                                                     |                                                                        | Reti                                                                   | 0                                                                      |                                                                        |

## Palmarès

### Club

#### Competizioni nazionali
- Supercoppa d'Armenia: 2

P'yownik: 2011
Alaškert: 2021
- Coppa d'Armenia: 4

P'yownik: 2012-2013, 2013-2014, 2014-2015
Alaškert: 2018-2019
- Campionato armeno: 2

P'yownik: 2014-2015
Alaškert: 2020-2021